# 1928 (szám)
Az 1928 (római számmal: MCMXXVIII) az 1927 és 1929 között található természetes szám.

## A matematikában
A tízes számrendszerbeli 1928-as a kettes számrendszerben 11110001000, a nyolcas számrendszerben 3610, a tizenhatos számrendszerben 788 alakban írható fel.
Az 1928 páros szám, összetett szám. Kanonikus alakja 23 · 2411, normálalakban az 1,928 · 103 szorzattal írható fel. Nyolc osztója van a természetes számok halmazán, ezek növekvő sorrendben: 1, 2, 4, 8, 241, 482, 964 és 1928.
Az 1928 egyetlen szám valódiosztóösszeg-függvényeként áll elő, ezek az 1672.